# Roman Atwood
Roman Bernard Atwood (Millersport, Ohio, 28 mei 1983) is een Amerikaanse YouTube-persoonlijkheid, vlogger, acteur en filmregisseur.

## YouTube-carrière
Atwood is bekend van verborgencameragrappen die hij online zet op zijn YouTube-account. Sinds 13 augustus 2013 maakt hij ook vlogs voor zijn vlogkanaal. Atwood werkt vaak samen met andere YouTube-persoonlijkheden, onder wie Vitali Zdorovetski en Dennis Roady. Verder spelen ze samen in een film geregisseerd door Atwood getiteld Natural Born Pranksters. De film werd Atwoods debuut als filmregisseur.
Atwood werkt samen met Howie Mandel, met wie hij een reality prank show maakt.

### Prijzen en nominaties
| Jaar | Genomineerde                                             | Categorie        | Prijs              | Uitslag       |
| ---- | -------------------------------------------------------- | ---------------- | ------------------ | ------------- |
| 2014 | Roman Atwood                                             | Pranks           | 4th Streamy Awards | Niet gewonnen |
| 2015 | Crazy Plastic Ball Prank #WithDad, Roman Atwood (Nissan) | Brand Campaign   | 5th Streamy Awards | Gewonnen      |
| 2015 | Roman Atwood                                             | Pranks           | 5th Streamy Awards | Niet gewonnen |
| 2016 | Roman Atwood                                             | YouTube Comedian | 8th Shorty Awards  | Gewonnen      |